# Christa Agnes Tuczay
Christa Agnes Tuczay (* 7. Februar 1952 in Eisenstadt) ist eine österreichische Altgermanistin und Kulturwissenschaftlerin.

## Biografie
Tuczay maturierte am musisch-pädagogischen Realgymnasium des Theresianums Eisenstadt. Ab dem Sommersemester 1971 studierte sie Deutsche Philologie und Pädagogik, Philosophie und Psychologie, zusätzlich Ethnologie, Indologie und Finno-Ugristik an der Universität Wien und schloss mit dem Magister ab. Sie promovierte 1981 in Wien mit der Arbeit über das Märchenmotiv Der Unhold ohne Seele. Von 1981 bis 2006 war sie Mitarbeiterin des Projektes der Österreichischen Akademie der Wissenschaften Motiv-Index der deutschsprachigen weltlichen Erzählliteratur von den Anfängen bis 1400. Seit 1991 ist sie Lehrbeauftragte und seit 2008 Dozentin am Institut für Germanistik in Wien. Ferner war sie Gastprofessorin in Chiang Mai (Thailand), Innsbruck und Klagenfurt.
Während ihres Studiums begann sie in Wiener Rock-’n’-Roll- und Blues-Bands Keyboard und Saxophon zu spielen. Das brachte sie ins neu gegründete Kulturzentrum Gassergasse, wo sie sich bald auch für den Verein als Schriftführerin engagierte und diese Stellung bis zur Schließung des Zentrums innehatte.

## Forschungsschwerpunkte
Tuczays Forschungsschwerpunkte sind Erzählforschung, Kulturkunde, Mentalitätsgeschichte, Magiegeschichte und Psychohistorie des Mittelalters. Schon während des Studiums begann sie sich für Erzähl- und Märchenforschung zu interessieren und verfasste schließlich ihre Dissertation über ein internationales Märchenmotiv. Mit ihren Kenntnisse auf diesem Gebiet trug sie außerdem zu dem ÖAW-Projekt „Motiv-Index der deutschsprachigen weltlichen Erzählliteratur von den Anfängen bis 1400“ bei. Zudem verfasste sie zahlreiche Artikel in der Enzyklopädie des Märchens.
Ab 1999 arbeitete Tuczay bei von Ulrich Müller und Werner Wunderlich initiierten Sammelbänden „Mythen des Mittelalters“ mit und verfasste einschlägige Artikel. Gemeinsam mit Mitarbeiterinnen des Motiv-Index gab sie einen Sammelband zur österreichischen modernen Sage heraus.
Seit ihrer Publikation „Magie und Magier im Mittelalter“ beschäftigte sich Tuczay auch mit dem in den 1980er Jahren aufgekommenen Arbeitsgebiet der Hexenforschung aus mentalitäts- und kulturwissenschaftlicher Perspektive. Es folgten einschlägige Artikel in englischen und deutschen Anthologien. Die 2012 erschienene Monographie "Kulturgeschichte der mittelalterlichen Wahrsagerei" konzentrierte sich speziell auf die schon in der "Magie und Magier im Mittelalter" nur kurz skizzierten Bereich der Divinationen.
Ihre Habilitationsschrift widmete Tuczay der in den mittelalterlichen Texten als begehrte Grenzerfahrung wahrgenommenen Ekstase und fand damit Anschluss an die schamanistische Forschung in Ungarn zu deren regelmäßig stattfindenden Kongressen und Publikationen sie Beiträge lieferte. Eine der Ekstase verwandte Erfahrung, Traum und Vision, stand im Fokus ihrer psychohistorischen Betrachtungen, ebenso wie in der dreiteiligen Reihe zu Wiedergängern, Tierverwandlungen und Okkultismus.
Abgesehen von diesen Forschungsschwerpunkten verfasste Tuczay zahlreiche Artikel zu rein germanistisch-mediävistischen Themen. In "Herzessern" beschäftigte sie sich außerdem mit Kriminalitäts- und gleichzeitig Mentalitätsgeschichte des alten Österreich.

## Veröffentlichungen
- Magie und Magier im Mittelalter. Diederichs, München 1992.
- mit Ulrike Hirhager und Karin Lichtblau: Vater Ötzi und das Krokodil im Donaukanal: Moderne Sagen aus Österreich. Löcker, Wien 1996, ISBN 3-85409-267-9.
- Ir sult sprechen willekomen. Grenzenlose Mediävistik. Festschrift für Helmut Birkhan zum 60. Geburtstag. Herausgegeben von Ulrike Hirhager, Karin Lichtblau, Christa Agnes Tuczay. Peter Lang, Bern 1998, ISBN 978-3-906759-24-1.
- Die aventiurehafte Dietrichepik: Laurin und Walberan, jüngerer Sigenot, Eckenlied, Wunderer. Mittelhochdeutscher Text mit neuhochdeutscher Übersetzung (= GAG 599). Kümmerle Verlag, Göppingen 1999, ISBN 3-87452-841-3.
- Poetische Wiedergänger – Deutschsprachige Vampirismus-Diskurse vom Mittelalter bis zur Gegenwart. Herausgegeben von Christa Agnes Tuczay und Julia Bertschik. Francke Verlag, Tübingen 2004, ISBN 3-77208-080-4.
- Die Herzesser: Dämonische Verbrechen in der Donaumonarchie. Seifert, Wien 2007, ISBN 978-3-902406-28-6.
- Faszination des Okkulten. Diskurse zum Übersinnlichen. Herausgegeben von Christa Agnes Tuczay und Wolfgang Müller-Funk: Francke Verlag, Tübingen 2008, ISBN 3-77208-259-9.
- Ekstase im Kontext. Mittelalterliche und neuere Diskurse einer Entgrenzungserfahrung. Peter Lang, Frankfurt am Main 2009, ISBN 3-63157-194-1.
- Tierverwandlungen: Codierungen und Diskurse. Herausgegeben von Christa Agnes Tuczay und Willem de Blécourt. Francke Verlag, Tübingen 2011, ISBN 3-77208-406-0.
- Geister, Dämonen Phantasmen – eine Kulturgeschichte. Wiesbaden (Marix) 2015, ISBN 978-3-7374-0972-8.
- Jenseits – Eine mittelalterliche und mediävistische Imagination: Interdisziplinäre Ansätze zur Analyse des Unerklärlichen. Beihefte zur Mediävistik, hrsg. v. Peter Dinzelbacher und Romedio Schmitz-Esser, Bd. 21. Peter Lang, Frankfurt 2015, ISBN 978-3-631-66836-8.
- Inspiration und Prophetie in der Vormoderne. (= Standorte in Antike und Christatentum 22) Hiersemann, Stuttgart 2024, ISBN 978-3-7772-2217-2.

Eine umfassende Publikationsliste von Christa Tuczay findet sich auf der Homepage der Universität Wien.